# Annabel Schasching
Annabel Schasching (* 26. Juli 2002 in Schärding, Oberösterreich) ist eine österreichische Fußballspielerin, die seit 2021 für die A-Nationalmannschaft spielt.

## Karriere

### Vereine
Annabel Schasching startete ihre Vereinslaufbahn 2009 bei der Union St. Aegidi in Sankt Aegidi in Oberösterreich. Sie absolvierte eine Ausbildung am Landesausbildungszentrum (LAZ) in Ried im Innkreis, im Herbst 2016 wurde sie in das damalige Nationale Zentrum für Frauenfußball in St. Pölten aufgenommen.
Ab Jänner 2018 spielte sie für den SKN St. Pölten. Im Juli 2020 wechselte sie zu Sturm Graz, wo sie im Sommer 2021 Spielführerin wurde. Ihr Vertrag bei Sturm Graz wurde bis Sommer 2022 abgeschlossen.
Bei der vom Österreichischen Fußball-Bund (ÖFB) zum zweiten Mal organisierten und unter den Trainern und Fans der Planet Pure Frauen-Bundesliga durchgeführten Wahl wurde sie zur Spielerin der Saison 2021/22 gewählt, nachdem im Vorjahr Lisa Kolb gewann. Mit 15 Toren holte sich außerdem auch den Torschützenköniginnen-Titel dieser Saison. Bei der APA-Fußballerwahl zur Fußballerin des Jahres wurde sie 2022 ex aequo mit Laura Wienroither auf den fünften Platz gewählt.
In der Winter-Transferperiode der Saison 2022/23 wechselte sie zum deutschen Bundesligisten SC Freiburg. Ihr Debüt in der deutschen Bundesliga gab sie am 4. Februar 2023 in der Startelf gegen Tabellenführer Wolfsburg. Ihren ersten Treffer in der deutschen Bundesliga erzielte sie im April 2023 gegen Bayern München. Im August 2023 wurde sie neben Kapitänin Hasret Kayikçi und deren Stellvertreterin Lisa Karl sowie Giovanna Hoffmann und Svenja Fölmli in den Mannschaftsrat des SC Freiburg gewählt.
Am 2. April 2025 wurde ihre Verpflichtung zur Saison 2025/26 auf der Website des Ligakonkurrenten RB Leipzig bekannt, der sie mit einem bis zum 30. Juni 2027 datierten Vertrag an sich band.

### Nationalmannschaft
Schasching bestritt von 2017 bis 2020 Einsätze in den U16-, U17- und U19-Nationalteams.
Von ÖFB-Teamchefin Irene Fuhrmann wurde sie erstmals am 19. März 2021 in den Kader einberufen. Ursprünglich sollte sie ihr Debüt im österreichischen Frauen-A-Team am 11. April 2021 beim Länderspiel gegen Finnland geben, allerdings wurden mehrere Sturm-Graz-Spielerinnen positiv auf COVID-19 getestet. Daher erfolgte ihr Debüt am 30. November 2021 im Rahmen der Qualifikation für die Fußball-Weltmeisterschaft 2023 beim 0:8-Sieg gegen Luxemburg, wo sie in der 81. Minute eingewechselt wurde.
Ihr erstes Tor für das Nationalteam erzielte sie bei ihrem dritten Einsatz am 22. Juni 2022 beim 4:0-Testspiel-Sieg zur Vorbereitung auf die Fußball-Europameisterschaft 2022 gegen Montenegro in der Südstadt. Am 4. Juli 2022 wurde sie in den Kader für die Endrunde der Europameisterschaft nachnominiert. Unter ÖFB-Teamchef Alexander Schriebl erzielte sie am 25. Februar 2025 in einem Spiel der UEFA Women’s Nations League 2025 gegen Deutschland in der dritten Minute einen Treffer.

## Erfolge
- DFB-Pokal-Finalist 2023[27][28]
- Österreichischer Meister: 2019
- ÖFB Frauen Cup: Finalistin 2022
- Torschützenkönigin der Saison 2021/22

## Auszeichnungen
- 2022: Auszeichnung als Spielerin der Saison 2021/22 der Planet Pure Frauen-Bundesliga[6]
- 2022: VdF-Fußballerwahl – Auszeichnung mit dem Bruno-Pezzey-Preis in der Kategorie Spielerin der Saison[29][30][31][32]